# Neoleptoneta iviei
Neoleptoneta iviei là một loài nhện trong họ Leptonetidae.
Loài này thuộc chi Neoleptoneta. Neoleptoneta iviei được Willis J. Gertsch miêu tả năm 1974.